# Splendora
Splendora fue una banda de rock post-grunge/alternativo, más notable por crear la canción “You're Standing on My Neck”, el tema principal de la serie animada de MTV Daria. Otras dos de sus canciones aparecieron en el show, en las dos películas concebidas para la televisión llamadas Is It Fall Yet? y Is It College Yet?. Las canciones fueron “Turn the Sun Down”, y “College Try (Gives Me Blisters)”, respectivamente.
La formación consistió en Janet Wygal (voz, guitarra), Tricia Wygal (voz, bajo), Delissa Santos (batería), Cindy Brolsma (chelo) y Jennifer Richardson (violín).
Su primer y único álbum se titula In the Grass, presumiblemente, una parodia de la película de 1961 llamada Splendor in the Grass. Fue lanzado por Koch Records en 1995.

## Discografía
- In the Grass (1995)

## Integrantes
- Janet Wygal – voz , guitarra (1993–2002)
- Tricia Wygal – voz, bajo, flauta, percusión (1993–2002)
- Delissa Santos – batería (1993–2002)
- Cindy Brolsma – cello, silbidos (1993–2002)
- Jennifer Richardson – violín (1993–2002)